# Erechthias externella
Erechthias externella är en fjärilsart som beskrevs av Walker 1864. Erechthias externella ingår i släktet Erechthias och familjen äkta malar. Inga underarter finns listade i Catalogue of Life.